# Thermoanaerobacteriales
Thermoanaerobacterales (Thermoanaerobacteriales) es un orden de bacterias termófilas anaerobias estrictas que habitan principalmente en aguas termales terrestres. Según la tinción son bacilos Gram positivos a veces negativos, pero su estructura es Gram positiva. La mayoría de especies forman esporas, suelen ser móviles mediante flagelos, son mayormente quimioorganótrofos, usando azúcares u otras sustancias orgánicas como sustratos y es común la reducción de tiosulfatos. 
Taxonómicamente es un orden perteneciente a la clase Clostridia y filo Bacillota, pero filogenéticamente Thermoanaerobacterales y su principal familia Thermoanaerobacteriaceae resultan altamente polifiléticos.
Son terrestres: la gran mayoría de especies fueron encontradas en aguas termales y unas pocas en depósitos de gas (Caloribacterium) o petróleo (Mahella). Una excepción en el hábitat marino es Thermosediminibacter, cuyas especies se encontraron en el sedimento del litoral de Perú a cientos de metros de profundidad y una temperatura de 9 a 12 °C; pero a pesar de este frío hábitat no han perdido su condición termófila, pues su temperatura óptima de crecimiento está entre 64 y 68 °C.
Caldicellulosiruptor tiene la particularidad de utilizar celulosa, por lo que tiene importancia en la biodegradación de la masa vegetal.

## Filogenia
La polifilia de este grupo está determinada por el análisis filogenético proteico y del ARNr. Así pues, el grupo Thermoanaerobacteriaceae-1 donde está el género Moorella, se ve distanciado de Thermoanaerobacteriaceae-2 donde está Thermoanaerobacter.
El análisis extenso del ARNr 16S revela que Thermoanaerobacteriales está conformado por al menos 4 grupos filogenéticos más o menos distanciados:
- Thermodesulfobiaceae: Grupo muy antiguo y el más divergente de todas las bacterias solamente después del filo Thermotogae, por lo que podríamos considerarlo un grupo basal bacteriano independiente de cualquier Firmicutes. Actualmente, este grupo divergente es objeto de reclasificación, y en el 2018, una parte importante del grupo ha sido transferida, creando la nueva familia Coprothermobacteraceae en un nuevo filo que ha sido denominado Coprothermobacterota, completamente separado del filo Firmicutes.[6]

- Thermoanaerobacteriaceae-1: Termófilo con temperaturas promedio de 58-71 °C, grupo relacionado con los demás Firmicutes y conformado por las Thermoanaerobacteriaceae Moorella, Thermacetogenium y el género Carboxydothermus, inusual por su metabolismo quimiosintético, además de Syntrophaceticus que está en la familia III.

- Thermoanaerobacteriaceae-2: Grupo termófilo-hipertermófilo con temperaturas promedio entre los 60 y 78 °C, parafilético con relación al filo Dictyoglomi, conformado por varias Thermoanaerobacteriaceae como Ammonifex, Caldanaerobacter, Fervidicola, Tepidanaerobacter, Thermanaeromonas y Thermoanaerobacter, además géneros de la familia III como Caldanaerovirga, Caldicellulosiruptor, Thermosediminibacter, Thermovenabulum y Thermovorax.

- Otras Thermoanaerobacteriales forman un cuarto grupo que es moderadamente termófilo, con temperaturas de crecimiento óptimo de 50-63 °C, relacionado con el grupo Clostridiaceae-1 (donde está Clostridium) y conformado por los géneros Caldanaerobius, Caloribacterium (Thermoanaerobacteriaceae), Thermoanaerobacterium (familia III) y Mahella (familia IV).